# Hélio Serejo
Hélio Serejo (Nioaque, 1 de junho de 1912 - Campo Grande, 8 de outubro de 2007), foi um escritor, jornalista e folclorista brasileiro.

## Biografia
Era o setímo filho de Francisco Serejo e Ernestina Batista, dentre nove irmãos. Nasceu na fazenda São João, em Nioaque. Com intuito de estudar engenharia, alistou-se no 3º Regimento de Infantaria, no Rio de Janeiro, e foi preso em 1935, durante a Intentona Comunista - até provar inocência, permaneceu detido na Ilha das Flores por seis meses, sendo excluído do Exército, onde tinha a formação de sargento, tendo chegado a cabo.
Retornando ao Mato Grosso, labora como fiscal, escrivão e jornalista. Por sua compleição doentia, vai para São Paulo tratar-se dos olhos, fixando residência em Presidente Venceslau, em 1948, logo mudando-se para Campo Grande, onde labora como ervateiro. A produção da erva-mate o permitiu conhecer o universo e o folclore de sua gente, que retratou em suas obras.
Foi membro de diversas instituições e academias, dentre as quais o Instituto Histórico e Geográfico de Mato Grosso do Sul, a Academia Sul-Mato-Grossense de Letras, a Academia Mato-Grossense de Letras, no Brasil, e de instituições estrangeiras, como Centro Folclórico Sul-Americano de Bogotá, o Cultura Crioula de Paissandu, do Uruguai ou a Sociedade de Pesquisa Folclórica de Lisboa.

## Obra
Serejo deixou cerca de sessenta livros publicados, dos quais destacam-se:
- Tribos Revoltadas – Novela Íncola – 1935
- Carreteiro de Minha Terra – 1936
- Modismo do Sul de Mato Grosso – 1937
- 3 Contos – 1938
- 4 Contos – 1939
- Homens de Aço – A Seita nos Ervais de Mato Grosso – 1946
- Ronda Sertaneja – 1949
- Rincão dos Xucros – 1950
- Prosa Rude – 1952
- Tinha um pé de maconha em casa -1955
- Canto Caboclo – 1958
- O Homem Mau de Nioaque – 1959
- Poesia Mato-Grossense – 1960
- Buenas Chamigo – 1960
- De Galpão em Galpão – 1962
- Versos da Madrugada – 1969
- Carta de Presidente Venceslau ao Cumpadre Nasermo – 1970
- Prosa Xucra – 1971
- Pialo Bagual – 1971
- Vento Brabo – 1971
- Rodeio da Saudade – 1974
- Vida de Erva – 1975
- Contas do Meu Rosário – 1975
- Zé Fornalha – 1976
- Abusões de Mato Grosso e de Outras Terras – 1976
- Campeiro da Minha Terra – 1978
- Fogo de Angico – 1978
- 7 Contos e Uma Potoca – 1978
- Lendas da Erva-Mate 1 – 1978
- Pelas Orilhas da Fronteira – 1981
- Lobisomem – 1982
- Palanques da Terra Nativa – 1983
- Caraí - 1984